# Ana Kobal
Ana Kobal, slovenska smučarka, * 11. november 1983, Žirovnica.
Ana Kobal je za Slovenijo nastopila na Zimskih olimpijskih igrah 2006 v Torinu, kjer je nastopila v slalomu in osvojila 25. mesto. Po sezoni 2007/2008 je končala s športno kariero. Od februarja 2009 je strokovna komentatorka pri prenosih tekem alpskega smučanja na RTV Slovenija.